# مارکوس تولیو تاناکا
مارسوس تولیو تاناکا (به انگلیسی: Marcus Tulio Tanaka) بازیکن فوتبال اهل ژاپن و عضو تیم ملی فوتبال ژاپن است که در تاریخ ۰۹ اوت ۲۰۰۶ میلادی اولین بازی ملی‌اش را انجام داد. او در ۴۳ بازی ملی حضور داشت و آخرین بازی ملی خود را در تاریخ ۲۹ ژوئن ۲۰۱۰ میلادی انجام داد. مارسوس تولیو تاناکا در بازی‌های ملی‌اش
۸ گل به ثمر رساند.